# Tobias Wauch
Tobias „Tobi“ Wauch (* 1. April 1995 in Hohenems) ist ein ehemaliger österreichischer Radsportler.

## Sportliche Laufbahn
Tobias Wauch stammt aus einer radsportbegeisterten Familie: Schon sein Vater Mario, der ein Fahrradgeschäft führt (Stand 2015), war ein erfolgreicher Radsportler, wie auch sein zwei Jahre älterer Bruder Dennis. Im Alter von fünf Jahren begann Tobias Wauch mit dem Radsport in Mario´s Bike Team, zunächst auf dem Mountainbike. Mit elf Jahren fuhr er sein erstes Rennen auf der Straße und verlegte zwei Jahre später seine Schwerpunkte auf Straße und Bahn. Seitdem ist er Mitglied des österreichischen Nationalkaders.
2012 wurde Wauch österreichischer Vizemeister der Junioren im 1000-Meter-Zeitfahren auf der Bahn, zwei Jahre darauf belegte er bei der Elite Rang drei im Punktefahren und holte sich den Staatsmeistertitel im Omnium. 2015 wurde er bei den nationalen Bahnmeisterschaften Vizemeister im Punktefahren und Dritter im Scratch. Anschließend wurde er für einen Start bei den Bahn-Europameisterschaften im schweizerischen Grenchen nominiert, im Jahr darauf gehörte er zum Aufgebot für die UEC-Bahn-Europameisterschaften der Junioren/U23 2016 in Montichiari.

## Erfolge
2015
- Österreichischer Meister – Omnium

2016
- Österreichischer Meister – 1000-Meter-Zeitfahren

## Teams
- 2014 Team Vorarlberg
- 2015 Wibatech Fuji
- 2016 Wibatech Fuji